# Gabenprozession
Die Gabenprozession ist die Hinführung zur Feier der Eucharistie in der heiligen Messe und eröffnet die Gabenbereitung.
Die Gaben (Hostien, Kelch, Messkännchen mit Wein und Wasser) werden von Mitgliedern der Gemeinde, Ministranten oder Kommunionhelfern feierlich in den Altarraum gebracht. Diese kleine Prozession soll die Gaben und Wünsche der Gemeinde symbolisieren, die so zu Gott getragen werden. Wo eine Kollekte erbeten wird, wird sie während der Gabenbereitung eingesammelt.
Gemäß Allgemeiner Einführung ins Römische Messbuch soll die Gabenprozession (zu der auch die Kollektensammlung gehört) vor dem Beginn des Gabengebets abgeschlossen sein.
Während der Gabenprozession und der Gabenbereitung singt die Choralschola oder die Gemeinde das Offertorium. Die Ministranten bereiten den Altar für die Eucharistiefeier und assistieren dem Priester bei der Händewaschung. In der Schale mit den Hostien ist oft auch eine größere Zelebrationshostie, anderenfalls wird sie auf einer Patene separat gebracht.